# Nichtanwendungserlass
Ein vom Bundesministerium der Finanzen (BMF) veröffentlichter Nichtanwendungserlass weist die Finanzverwaltung an, die Grundsätze eines Urteils des Bundesfinanzhofes (BFH) nur in dem konkret entschiedenen Sachverhalt zu berücksichtigen und nicht auf vergleichbare Fälle analog anzuwenden. Hingegen spricht man von einem Nichtanwendungsgesetz, wenn der Gesetzgeber im Nachgang zu einem höchstrichterlichen Urteil ein steuerrechtliches Gesetz, das von einem höchstrichterlichen Urteil moniert wurde, ändert, so dass die Rechtslage, die dem Urteil zugrunde gelegen hatte, mit Wirkung für die Vergangenheit oder für die Zukunft nicht mehr besteht.

## Urteil ohne Bindungswirkung
Gerichtliche Entscheidungen wirken grundsätzlich nur inter partes, d. h. zwischen den Streitbeteiligten. Sie binden das Gericht und die Streitparteien, soweit es sich um denselben Streitgegenstand handelt. Parallelfälle werden nicht erfasst, ebenso wenig Dritte, die am Verfahren nicht beteiligt waren. Auch höchstrichterliche Entscheidungen haben in späteren, ähnlich gelagerten Verfahren keine verbindliche Wirkung. Zwar orientieren sich Untergerichte und Behörden in aller Regel an höchstrichterlichen oder obergerichtlichen Entscheidungen, rechtlich verpflichtet sind sie hierzu aber nicht. Rechtliche Bindungswirkung über den entschiedenen Fall hinaus haben nur die Entscheidungen des Bundesverfassungsgerichts (vgl. § 31 BVerfGG).
Dies hat zur Folge, dass (auch) die Verwaltung rechtlich nicht verpflichtet ist, richterlichen Entscheidungen jenseits deren Rechtskraft in Parallelfällen zu folgen. Zwar darf die Verwaltung – aus Gründen der Rechtsanwendungsgleichheit – nicht in einzelnen Fällen willkürlich von ihrer sonstigen Rechtspraxis abweichen. Wohl aber darf sie in Parallelfällen eine gerichtliche Entscheidung dann unbeachtet lassen, wenn sie eine solche Rechtspraxis ausdrücklich nicht begründen will und eine solche auch noch nicht vorhanden ist.
Daher sind so genannte Nichtanwendungserlasse der Verwaltung – üblich insbesondere im Bereich der Finanzverwaltung –, die die Anwendung einer (höchst-)richterlichen Entscheidung über den entschiedenen Fall hinaus auf gleich gelagerte Fälle ausschließen, verfassungsrechtlich nicht zu beanstanden, selbst wenn sie sich nicht auf neue Sachargumente stützen. Sie werden aber verfassungspolitisch in Frage gestellt, da sie die Autorität der Justiz untergraben, Rechtsfrieden behindern und der Rechtssicherheit schaden sollen. Die Verwaltung solle daher nur in Ausnahmefällen zu Nichtanwendungserlassen greifen.
Die Praxis der Nichtanwendungserlasse im Steuerrecht wird von verschiedenen Seiten kritisiert, da sie – so der Vorwurf – die Rechtsprechung der Finanzgerichtsbarkeit faktisch aushebelt und fiskalische Gründe vielfach maßgebend sein dürften. In den Jahren 1998–2003 erging zu etwa jedem sechzigsten BFH-Urteil ein Nichtanwendungserlass. Rund 80 % dieser Urteile waren finanziell vorteilhaft für den Steuerzahler.

## Anweisung an die Verwaltung
Ein sogenannter Nichtanwendungserlass ist ein Schreiben des Bundesfinanzministeriums (BMF), das im Bundessteuerblatt (BStBl.) wie eine allgemeine Verwaltungsvorschrift veröffentlicht wird. Es verpflichtet die Finanzbehörden, eine bestimmte, gleichzeitig im BStBl. veröffentlichte Entscheidung des Bundesfinanzhofs (BFH) – die darin enthaltenen Grundsätze – nicht über den entschiedenen Einzelfall hinaus anzuwenden.
Diese Praxis der Finanzverwaltung wird insbesondere von Steuerberatern sehr kritisch gesehen, da weit überwiegend BFH-Entscheidungen betroffen sind, deren Rechtsgrundsätze sich günstig für die Steuerpflichtigen auswirken würden. Neben solcher Argumentation werden jedoch auch aus der Richterschaft gewichtige Rechtsargumente angeführt, die sich auf das Rechtsstaatsprinzip und insbesondere die Gewaltenteilung beziehen.
In den zehn Jahren von 1971 bis 1980 sollen von 4.464 im BStBl. veröffentlichten BFH-Entscheidungen 62, in den fünf Jahren von 2000 bis 2004 von 1.654 amtlich veröffentlichten Entscheidungen 28 mit einem Nichtanwendungserlass belegt worden sein. Diese Zahlen sind jedoch deshalb von begrenzter Aussagekraft für die praktische Bedeutung dieser BMF-Schreiben, weil ein Nichtanwendungserlass regelmäßig besonders wichtige Entscheidungen des obersten Finanzgerichts betrifft, in denen der Rechtsauffassung des BMF widersprochen wird.
Der BMF lenkt den Vollzug der Bundesgesetze und Verordnungen durch die Landesfinanzbehörden unter anderem mit sogenannten BMF-Schreiben, weil ihm ein unmittelbares Weisungsrecht von den Ländern auch bei der Ausführung von Bundesgesetzen bestritten wird. Ein Instrument zur Herstellung der bundesweiten Einheitlichkeit der Rechtsanwendung ist die Veröffentlichung der BFH-Entscheidungen im BStBl., die das Gericht selbst als grundlegend bedeutsam dazu bestimmt hat. Diese amtlichen Veröffentlichungen haben im Unterschied zu den zahlreichen weiteren Urteilsveröffentlichungen in Fachzeitschriften zur Folge, dass die Rechtsgrundsätze der so bekannt gegebenen Entscheidungen z. B. durch die Finanzämter in allen vergleichbaren Fällen angewendet werden müssen. Das ist nicht selbstverständlich, weil Gerichtsentscheidungen (wenn sie keine Bundesverfassungsgerichtsentscheidungen sind) nur im konkret entschiedenen Einzelfall und nur zwischen den Parteien wirken, die den Rechtsstreit selbst geführt haben.
Um Entscheidungen von besonderer Bedeutung weiterer Klärung zuzuführen, veröffentlicht das BMF amtlich BFH-Entscheidungen, die seiner Rechtsauffassung grundlegend widersprechen, und nimmt die darin liegende Weisungswirkung für die Finanzämter mit einem Nichtanwendungserlass wieder zurück. Ein solcher Nichtanwendungserlass wird unter Federführung des BMF zwischen den obersten Finanzbehörden abgestimmt.

## Verfassungsrechtliche Problematik
Die Bundesregierung rechtfertigt ihr Vorgehen mit der sich aus Art. 20 Abs. 3 des Grundgesetzes ihrer Ansicht nach ergebenden Berechtigung und Verpflichtung, die Allgemeingültigkeit der jeweiligen Urteile zu prüfen. Fiskalische Gründe seien keinesfalls das Motiv für Nichtanwendungserlasse. Die Stichhaltigkeit dieses Arguments wird von Kritikern mit dem Hinweis darauf angezweifelt, dass es Nichtanwendungserlasse praktisch nur im Steuerrecht gibt, nicht aber in anderen Rechtsgebieten. Sofern die Bundesregierung aus dem Grundgesetz eine Verpflichtung herleite, müsse sie dieser auf allen Gebieten des Rechts nachkommen.
Die Rechtsnatur dieser Weisungen und deren Rücknahme durch einen Nichtanwendungserlass ist wiederum ein aus verfassungsrechtlichen Gründen problematisierter Punkt. Die Bindungswirkung der BMF-Schreiben für die Landesfinanzbehörden beruht nämlich nicht auf einer ausdrücklichen gesetzlichen Grundlage. Sie folgt einer Vereinbarung zwischen BMF und Landesfinanzministern vom 15. Januar 1970. Sie hatte Vorläufer nach der Föderalisierung der Reichsfinanzverwaltung 1949 schon in den 1950er-Jahren in einzelnen Ländererlassen und in einer Verabredung zwischen dem BFH und dem BMF vom 15. Oktober 1955. Die Grundsätze dieses Verfahrens werden auch von Finanzgerichten beachtet.
In anderen Rechtsgebieten als dem Steuerrecht und dem Sozialrecht ist das Instrument Nichtanwendungserlass seltener, es kann allerdings ohnehin nur für die Verwaltungsanwendung öffentlich-rechtlicher Normen in Betracht kommen.
Die Verabredung zwischen dem obersten Finanzgericht und den obersten Finanzbehörden und die zwischen den Bundes- und Landesfinanzbehörden sollen gewährleisten, dass in Fällen grundlegender Differenzen über die Auslegung von Steuergesetzen die Finanzverwaltung nicht immer wieder mit vergleichbaren Fällen bis in die oberste Instanz prozessiert. Es soll vielmehr nach Ergehen eines Nichtanwendungserlass bei nächster Gelegenheit ein neuer Fall vor den BFH gebracht werden, um diesem Gelegenheit zu geben, seine Rechtsauffassung und die des BMF erneut und abschließend zu überprüfen. Das BMF tritt diesen Verfahren dann regelmäßig bei, um selbst seinen Rechtsstandpunkt vorzubringen. Bleibt der BFH bei seiner Rechtsauffassung, wird der Nichtanwendungserlass aufgehoben. Dem entspricht der Vollzug dieser Vereinbarungen bis heute.
Die grundlegenden Rechtsbedenken der Steuerberater und der Richterschaft sind jedoch ungeklärt geblieben. Bislang wurden weder diese Argumente noch die Grundsatzposition des BMF, es sei zu Verwaltungsanweisungen gegenüber den Landesfinanzbehörden befugt, abschließend entschieden. In Abständen allerdings nehmen Bundestagsparteien das Thema Nichtanwendungserlass zum Anlass für Anfragen an die Bundesregierung. Die Fragen und Antworten umreißen und vertiefen weitere Aspekte des Problems.

## Andere Politikbereiche
Im März 2017 entschied das Bundesverwaltungsgericht, dass Schwerkranke in einer unerträglichen Leidenssituation ausnahmsweise eine Erlaubnis zum Erwerb tödlich wirkender Betäubungsmittel erhalten können. Bundesminister Jens Spahn wies das Gesundheitsministerium daraufhin an, derartige Anträge so zu bearbeiten, dass sie „im Ergebnis versagt werden.“ Von über 100 Anträgen wurde in der Folge kein einziger genehmigt.